# Segunda División 1980/81
Die Segunda División 1980/81 war die 50. Spielzeit der zweithöchsten spanischen Fußballliga. Sie begann am 7. September 1980 und endete am 24. Mai 1981. Meister wurde CD Castellón.

## Vor der Saison
Die 20 Mannschaften trafen an 38 Spieltagen jeweils zweimal aufeinander. Die drei besten Mannschaften stiegen in die Primera División auf. Die letzten vier Vereine stiegen ab.
Als Absteiger aus der Primera División nahmen Rayo Vallecano, Burgos CF und CD Málaga teil. Aus der Segunda División B kamen Atlético Madrileño, FC Barakaldo, AgD Ceuta und Linares CF.

## Abschlusstabelle
| Pl. | Verein                 | Sp. | S  | U  | N  | Tore    | Diff. | Punkte |
| --- | ---------------------- | --- | -- | -- | -- | ------- | ----- | ------ |
| 1.  | CD Castellón           | 38  | 15 | 15 | 8  | 045:330 | +12   | 45:31  |
| 2.  | FC Cádiz               | 38  | 19 | 7  | 12 | 055:370 | +18   | 45:31  |
| 3.  | Racing Santander       | 38  | 18 | 9  | 11 | 048:400 | +8    | 45:31  |
| 4.  | FC Elche               | 38  | 17 | 11 | 10 | 055:440 | +11   | 45:31  |
| 5.  | Rayo Vallecano (A)     | 38  | 15 | 15 | 8  | 037:230 | +14   | 45:31  |
| 6.  | CD Málaga (A)          | 38  | 14 | 14 | 10 | 047:450 | +2    | 42:34  |
| 7.  | CE Sabadell            | 38  | 16 | 10 | 12 | 045:440 | +1    | 42:34  |
| 8.  | Deportivo Alavés       | 38  | 15 | 9  | 14 | 049:350 | +14   | 39:37  |
| 9.  | UD Levante             | 38  | 15 | 8  | 15 | 036:370 | −1    | 38:38  |
| 10. | Real Oviedo            | 38  | 11 | 15 | 12 | 037:390 | −2    | 37:39  |
| 11. | Castilla CF            | 38  | 14 | 8  | 16 | 050:440 | +6    | 36:40  |
| 12. | Linares CF (N)         | 38  | 13 | 10 | 15 | 036:420 | −6    | 36:40  |
| 13. | Getafe Deportivo       | 38  | 10 | 15 | 13 | 041:500 | −9    | 35:41  |
| 14. | Atlético Madrileño (N) | 38  | 13 | 9  | 16 | 044:550 | −11   | 35:41  |
| 15. | Burgos CF (A)          | 38  | 13 | 9  | 16 | 047:520 | −5    | 35:41  |
| 16. | Recreativo Huelva      | 38  | 12 | 11 | 15 | 033:370 | −4    | 35:41  |
| 17. | FC Granada             | 38  | 10 | 13 | 15 | 033:450 | −12   | 33:43  |
| 18. | Palencia CF            | 38  | 12 | 8  | 18 | 030:370 | −7    | 32:44  |
| 19. | FC Barakaldo (N)       | 38  | 11 | 9  | 18 | 034:460 | −12   | 31:45  |
| 20. | AgD Ceuta (N)          | 38  | 11 | 7  | 20 | 033:500 | −17   | 29:47  |

Platzierungskriterien: 1. Punkte – 2. Direkter Vergleich (Punkte, Tordifferenz, geschossene Tore) – 3. Tordifferenz – 4. geschossene Tore

| (A) | Absteiger der Saison 1979/80         |
| (N) | Neuaufsteiger der Segunda División B |

## Nach der Saison
Aufsteiger in die Primera División
- 01. – CD Castellón
- 02. – FC Cádiz
- 03. – Racing Santander

 Absteiger in die Segunda División B
- 17. – FC Granada
- 18. – Palencia CF
- 19. – FC Barakaldo
- 20. – AgD Ceuta

 Absteiger aus der Primera División
- Real Murcia
- UD Salamanca
- AD Almería

 Aufsteiger in die Segunda División
- Celta Vigo
- FC Córdoba
- Deportivo La Coruña
- RCD Mallorca